# Cerimônia de encerramento dos Jogos Paralímpicos de Verão de 2020
A cerimônia de encerramento dos Jogos Paralímpicos de Verão de 2020 ocorre no dia 5 de setembro de 2021 no Estádio Olímpico de Tóquio, no Japão.

## Local

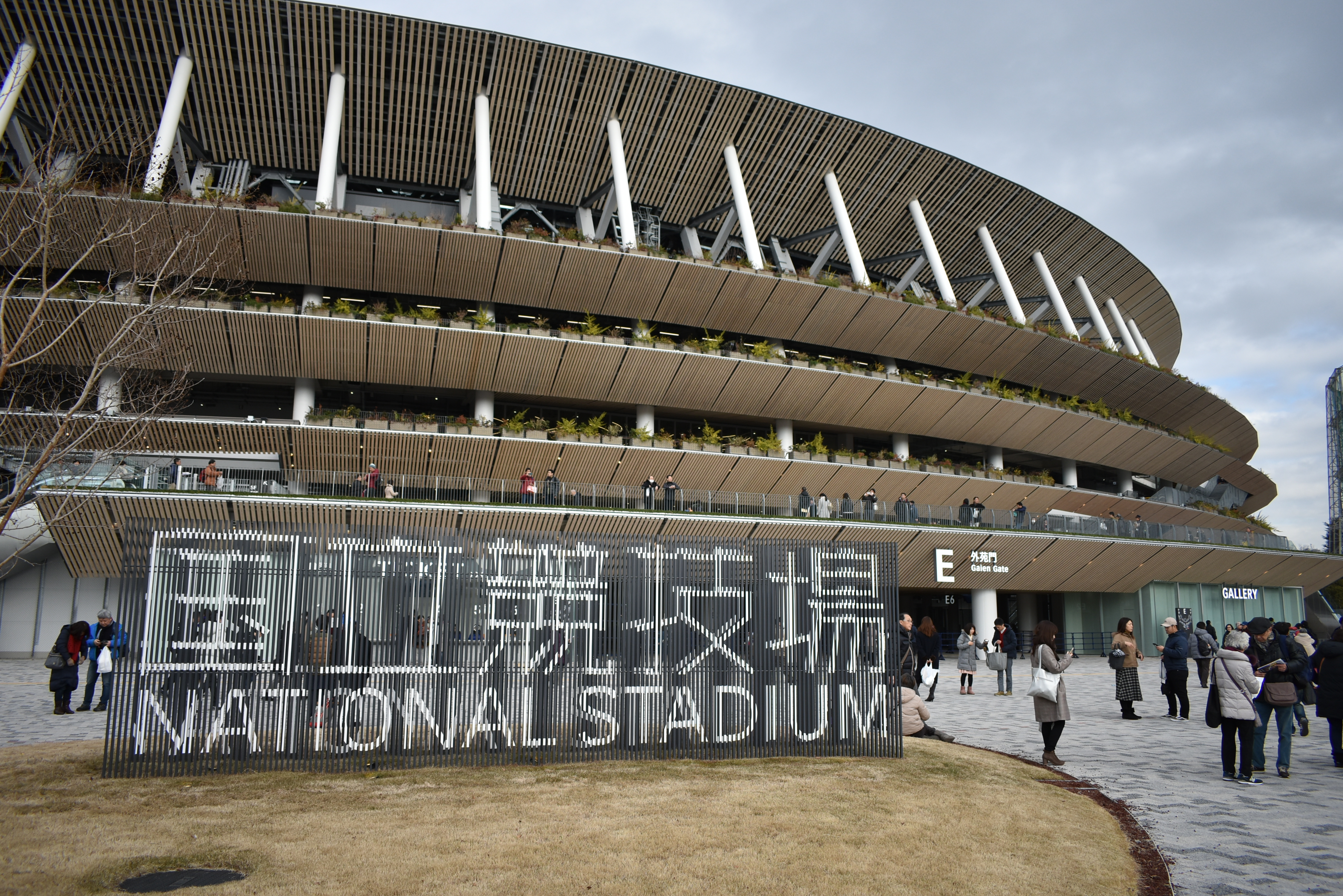
Estádio Nacional do Japão

O Estádio Nacional do Japão, também conhecido como Estádio Olímpico, serviu como o estádio principal para a cerimônia de abertura. O estádio também serviu como estádio principal para a cerimônia de encerramento e as provas de atletismo.

## Parada das Nações

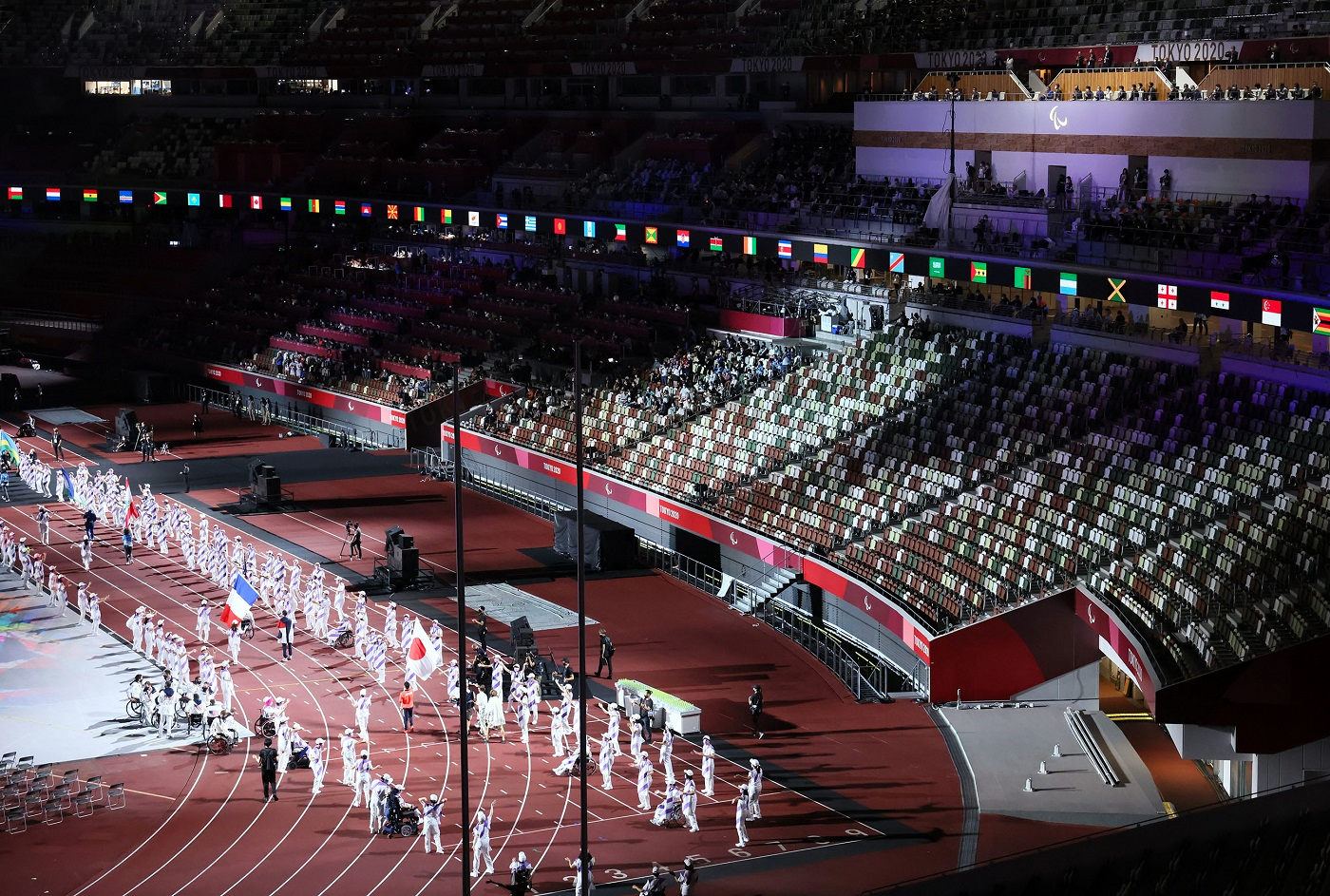
Desfile dos jogadores

Os países entraram em ordem alfabética, seguindo a ordem katakana do alfabeto japonês. O país-sede foi o ultimo a entrar. O Brasil foi o 152º a entrar e teve Daniel Dias como porta bandeira.

## Destaques

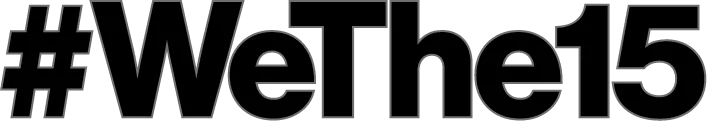
Logotipo da campanha #WeThe15, em referência aos 15% da população mundial com deficiência, pauta retratada durante o encerramento.

- Com o tema "celebrando a vida", a cerimônia de encerramento trouxe elementos como cores vibrantes e vários efeitos visuais.[4]
- A torre de Tóquio subiu, mas com dificuldades, no meio do Estádio Olímpico.[4]
- Diferente da cerimônia de abertura, a bandeira do Afeganistão foi carregada pelos atletas Hossain Rasouli e Zakia Khudadadi, que conseguiram fugir do país, controlado atualmente pelo Talibã.[4]
- Assim como na Cerimônia de encerramento dos Jogos Olímpicos de Verão de 2020, a transição para Paris foi transmitida ao vivo no estádio nacional, com a festa sendo realizada no Campo de Marte. A Torre Eiffel foi decorada com a bandeira com a logo dos Jogos Paralímpicos e recebeu uma prótese no chão, em referência aos corredores amputados.[4]

## Autoridades presentes

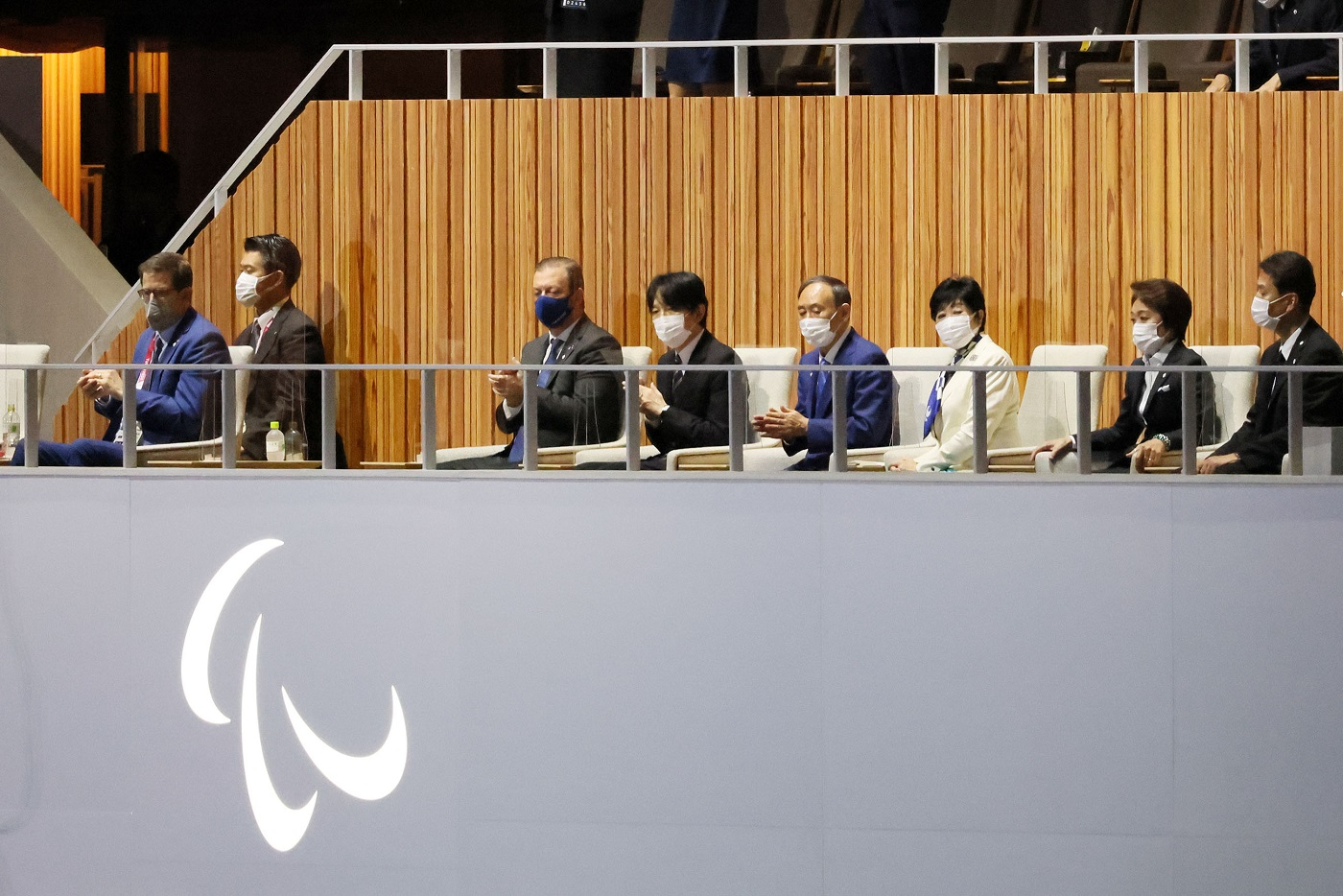
Autoridades convidadas

- Comitê Paralímpico Internacional - Presidente Andrew Parsons
- França - Ministra da Cultura Roselyne Bachelot, Prefeita de Paris Anne Hidalgo
- Japão - Fumihito, Príncipe Akishino, Primeiro-ministro Yoshihide Suga, Governadora de Tóquio Yuriko Koike, Presidente do Comitê Olímpico e Paralímpico Tóquio 2020 Seiko Hashimoto

## Hinos
- Japão - Kimigayo
- França - La Marseillaise
- - Hino Paralímpico